# Juri Borissowitsch Issakow
Juri Borissowitsch Issakow (russisch Юрий Борисович Исаков, engl. Transkription Yuriy Isakov; * 30. Dezember 1949 in Swerdlowsk, RSFSR, Sowjetunion; † 29. September 2013 ebendort) war ein russischer Leichtathlet, der sich auf den Stabhochsprung spezialisiert hat und der für die Sowjetunion an den Start ging. Seinen größten sportlichen Erfolg feierte er mit dem Gewinn der Bronzemedaille bei den Europameisterschaften 1974 in Rom sowie bei den Halleneuropameisterschaften 1971 in Sofia.

## Sportliche Laufbahn
Erste internationale Erfahrungen sammelte Juri Issakow im Jahr 1968, als er bei den Europäische Juniorenspielen in Leipzig mit übersprungenen 4,70 m die Goldmedaille im Stabhochsprung gewann. Im Jahr darauf belegte er bei den Europäische Hallenspielen in Belgrad mit 5,10 m den vierten Platz und im September brachte er bei den Europameisterschaften in Athen im Finale keinen gültigen Versuch zustande. 1970 belegte er bei der Sommer-Universiade in Turin mit 4,80 m den siebten Platz und im Jahr darauf gewann er bei den Halleneuropameisterschaften in Sofia mit 5,30 m die Bronzemedaille hinter Wolfgang Nordwig aus der DDR und dem Schweden Kjell Isaksson. Im Sommer belegte er dann bei den Freiluft-Europameisterschaften in Athen mit 5,10 m den siebten Platz. 1972 belegte er bei den Halleneuropameisterschaften in Grenoble mit 5,20 m den vierten Platz und im Jahr darauf gewann er bei den Studentenweltspielen in Moskau mit einer Höhe von 5,30 m die Silbermedaille hinter dem Franzosen François Tracanelli. 1974 gelangte er bei den Halleneuropameisterschaften in Göteborg mit 5,00 m auf den neunten Platz und im September gewann er bei den Freiluft-Europameisterschaften in Rom mit 5,30 m die Bronzemedaille hinter seinem Landsmann Wladimir Kischkun und Władysław Kozakiewicz aus Polen. Im Jahr darauf belegte er bei den Halleneuropameisterschaften in Katowice mit derselben Höhe den fünften Platz und 1976 blieb er bei den Olympischen Sommerspielen in Montreal in der Qualifikationsrunde ohne eine übersprungene Höhe. Daraufhin trat er nicht mehr international in Erscheinung.
In den Jahren 1969 und 1973 wurde Issakow sowjetischer Meister im Stabhochsprung.